# Fiat 126 BIS

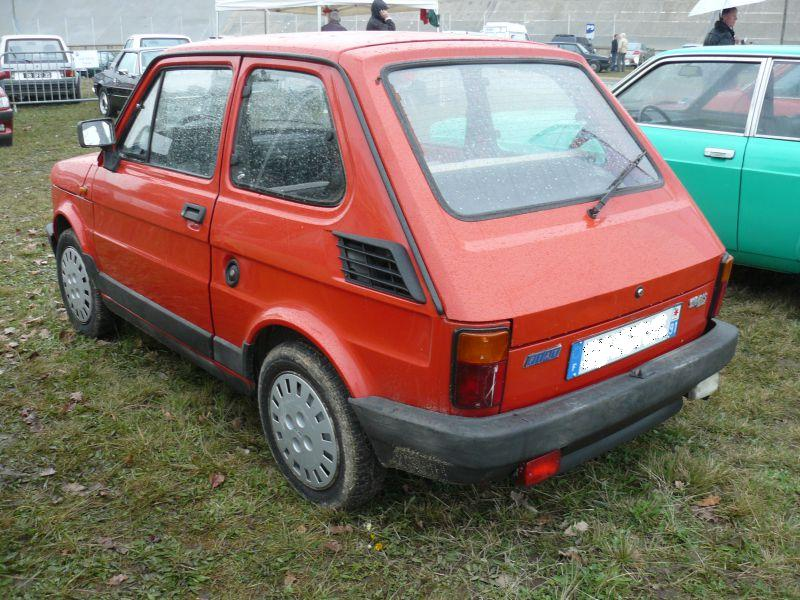
Heckansicht

Der Fiat 126 BIS ist eine 3-türige Variante des im Sommer 1972 präsentierten Fiat 126, einem Kleinstwagen des Kraftfahrzeugherstellers Fiat.
Der Fiat 126 BIS wurde von Herbst 1987 bis Mitte 1991 in Lizenz von der Firma FSM in Polen – nur 4 Jahre lang – gebaut. Die frühe Einstellung des flüssigkeitsgekühlten Modells resultierte aus den schlechten Verkaufszahlen und den thermischen Problemen. Der normale Fiat 126 wurde hingegen bis 2000 weitergebaut.

## Technische Änderungen
Der 126 BIS verfügt im Gegensatz zu den anderen 2-türigen Modellen des Fiat 126 über einen wassergekühlten Motor mit liegenden Zylindern, statt wie bei den anderen Modellen mit stehenden Zylindern. Durch das geänderte Motorkonzept entstand erstmals ein Fiat 126 mit echtem Kofferraum im Heck, der über die Heckklappe von außen zugänglich ist und den von den anderen Versionen bekannten Kofferraum unter der Fronthaube ergänzte.
Die Bereifung wurde auf die Dimension 135/70 R13 beschränkt. Bei dem bisherigen Fiat 126 war diese Dimension eine Option anstelle der Basis mit R12-Felgen.
Zudem unterscheidet sich die Instrumententafel von den meisten vorangegangenen Modellen des Fiat 126.
Im Gegensatz zur ersten Serie des Fiat 126 und den Basisversionen der zweiten Serie hat der Fiat 126 BIS weder Chrom-Stoßfänger noch Metall-Radkappen, sondern Plastikteile.
Als erstem 126 wurde im126 BIS eine Zahnstangenlenkung verbaut. Diese Art der Lenkung ist direkter als die bisher verwendete Schneckenlenkung.

## Technische Daten
Der 126 BIS ist wie sein Vorgänger eine viersitzige Limousine. Er besitzt im Gegensatz zu den anderen Versionen des 126 drei statt zwei Türen.
Die Höchstgeschwindigkeit liegt bei 116 km/h. Sie ist damit gegenüber den bisherigen Modellen minimal erhöht.
Der 126 BIS verfügt über einen Heckantrieb.
Das Bremssystem ist ein Zweikreisbremssystem mit Trommelbremsen an beiden Achsen. Dabei unterscheiden sich die Bremsen beider Achsen nur in der Bremskraft der Radbremszylinder. Die Beläge sind für beide Achsen identisch. Prinzipiell ist ein Umbau auf Scheibenbremsen möglich.
Der Nennverbrauch liegt innerorts bei 5,8 und bei konstant 90 km/h bei 4,4 Litern pro 100 km.
Die Höhe beträgt 1343 mm, die Breite 1377 mm, die Länge 3107 mm. Die Spurbreite vorn beträgt 1142 mm und hinten 1203 mm. Der Wendekreis wird mit 8 m angegeben.
Das fahrbereite Leergewicht beträgt 620 kg, das maximal zulässige Gesamtgewicht beträgt 965 kg.
Der Fiat 126 BIS hat ein teilsynchronisiertes Viergang-Getriebe; der 1. und der Rückwärtsgang sind unsynchronisiert.
Das Getriebe ist länger übersetzt als das der vorhergehenden Modelle des Fiat 126 und Nuova 500. Der Rückwärtsgang ist geradverzahnt, die Gänge 1–4 schrägverzahnt.
Die vordere Radaufhängung basiert auf einer quer zur Fahrzeugachse liegenden Blattfeder, die beide Vorderräder verbindet.

## Der Motor

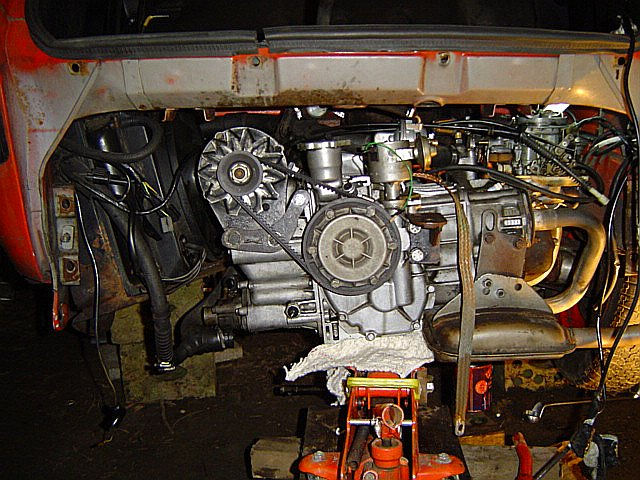
Motor eines Fiat 126 BIS

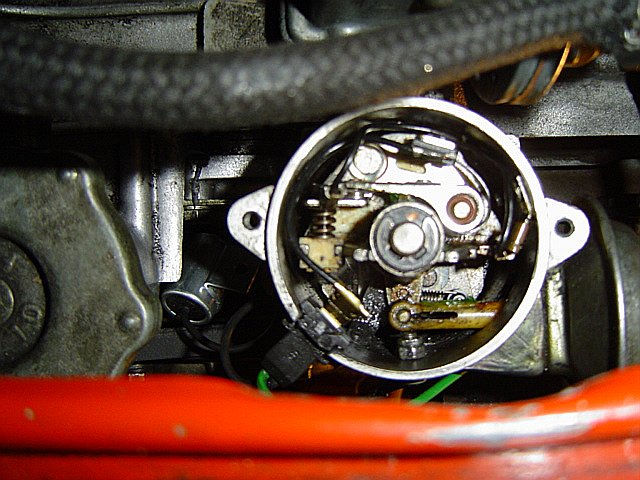
Eine der drei Zündkontakt-Varianten

Der Motor leistet 26 PS aus 704 cm³ und zwei Zylindern, ist wassergekühlt und wurde in seiner ursprünglichen Form im Fiat Nuova 500 Giardiniera verwendet.
Die maximale Leistung wird bei ca. 4500/min erreicht, das höchste Motordrehmoment von 47 Nm bei 2000/min.
Die Bauart ist ein gleichlaufender Twin-Motor mit liegenden Zylindern (Zylinderkopf auf der rechten Seite).
Es werden beide Zylinder gleichzeitig gezündet. Einer der beiden Zylinder befindet zum Zündzeitpunkt kurz vor dem Arbeitstakt, der andere kurz vor dem Einsaugtakt. Das bedeutet, dass eine Zündkerze normal in das Gemisch hineinzündet, während die andere in das als Elektrolyt fungierende Abgas hineinzündet. Diese Zündung wird mit einer Doppelzündspule mit nur einem Zündkontakt realisiert. Somit ist kein Verteiler nötig. Der Zündkontakt wird auf 10° vor OT (oberem Totpunkt) eingestellt, zzgl. Fliehkraftverstellung. Auch dieses Konzept unterscheidet den Fiat 126 BIS von seinen Vorgängern.

## Spitznamen
Für den Fiat 126 BIS sind mehrere Spitznamen gebräuchlich: Wasserbüffel, Wasserpanscher oder Wasserkocher. welche die für alle Versionen genutzten Spitznamen Elefantenrollschuh, Knutschkugel, überdachte Zündkerze oder den in Polen üblichen Namen Maluch (dt. „Kleiner“) ergänzen.